# Finullsfår
Det finns olika stammar av finullsfår som har olika ursprung i Finland och Sverige. I modern tid har inkorsning av finskt finullsfår skett i den svenska stammen, så en viss oklarhet om ursprung och namn råder. Lars Wålstedt hävdade att i början av 1900-talet i Sverige kallades rasen "finnullsfår" då man uppfattade att den härstammade från Finland men att den bytte namn till "finullsfår" då man hittade rester av några besättningar som hade dess egenskaper och som bevisligen inte under de närmaste föregående decennier hade kontakt med finländska djur.[källa behövs] Som finullsfår benämns alltså dels svenska och finländska lantsrasfår med ull av finulltyp, dels en mer enhetlig modern ras. Alla tillhör gruppen av nordiska kortsvansfår.

## Användning
Det moderna finullsfårets primära styrka är deras finfibriga, silkiga och glansiga ull som är högt eftertraktad. De ursprungliga formerna har större variation i färg, teckning och ull. Finullsfåren används även för köttproduktion, lammens päls och mjölkproduktion. De finska finullstackorna är ovanligt fertila, och föder ofta tre eller fyra lamm, ibland fler; upp till åtta lamm per tacka kan förekomma. I köttproduktion kombinerar man därför ofta finullstackor med baggar av köttyp. Detta har lett till spridning av finska finullsfår ända till Nya Zeeland.

## Utseende
Ullen, som inte täcker huvud eller ben, är finfibrig, glansig och i färgerna vit, brun eller svart. Vikten för vuxna individer är mellan 50 och 70 kg för tackor, 80 till 100 kg för baggar.